# Colón megye (Honduras)
Colón (nevének jelentése: „Kolumbusz”) Honduras egyik megyéje. Az ország északkeleti részén terül el. Székhelye Trujillo. 1881. december 19-én született meg a rendelkezés a megye létrehozásáról, majd következő év első napján lépett életbe.

## Földrajz
Az ország északkeleti részén elterülő megye északon az Atlanti-óceánnal, keleten Gracias a Dios, délen Olancho, nyugaton pedig Yoro és Atlántida megyékkel határos.

## Népesség
Ahogy egész Hondurasban, a népesség növekedése Colón megyében is gyors. A változásokat szemlélteti az alábbi táblázat:
| Év             | Lakosság |
| -------------- | -------- |
| 1988           | 155 425  |
| 2001           | 246 708  |
| 2010 (becsült) | 295 740  |